# Hugh Constant Godefroy
Hugh Constant Godefroy (Nederlands-Indië, 28 oktober 1919 - Myrtle Beach (South Carolina), 3 april 2002) was een Nederlands jachtvlieger die zeven keer een vijandelijke vliegtuig neerhaalde en daarmee de eretitel "ace" heeft verworven.

## Leven
Hugh Godefroy is een zoon van de Nederlandse mijnbouwkundig ingenieur Constant Godefroy, ook gespeld als Godefroi en de Canadese Permilla Maude McLachlin. In 1925 verhuisde het gezin naar Canada. Als Hugh Godefroy hoort dat zijn vriendin door toedoen van een Duitse onderzeeboot om het leven is gekomen, meldt hij zich bij de Royal Canadian Air Force. Volgens drs. Alfred Staarman heeft Godefroy nimmer een Nederlandse onderscheiding ontvangen omdat een verzoek hiertoe in 1992 te laat kwam. Het Ministerie van Defensie zou al sinds 1952 geen aanvragen voor dapperheidsonderscheidingen meer in behandeling nemen.
Hugh Godefroy heeft in 1983 zijn memoires gepubliceerd onder de titel Lucky thirteen ISBN 0709911319

## Militaire loopbaan
- Enlisted: 22 juni 1940[1]
- Flying Officer: 23 januari 1942[1]
- Flight Lieutenant: 4 maart 1942 (effectief vanaf 23 januari)[1]
- Squadron Leader: 13 juni 1943[1][4]
- Wing Commander: 16 september 1943[1]

## Onderscheidingen
- Orde van Voorname Dienst (DSO) op 14 april 1944[7][4]
- Distinguished Flying Cross op 25 maart 1943[8][4] met gesp op 3 september 1943[9][4]
- Croix de Guerre 1939-1945[4] met gouden Ster[1]

## Luchtoverwinningen[10]
| Datum             | Soort                | Nationaliteit  | Lot                               | Locatie                      | Eenheid           |
| ----------------- | -------------------- | -------------- | --------------------------------- | ---------------------------- | ----------------- |
| 17 januari 1943   | Focke-Wulf Fw 190    | nazi-Duitsland | Beschadigd; mogelijk 2 toestellen | Fécamp                       | 401 Squadron RCAF |
| 20 januari 1943   | Focke-Wulf Fw 190    | nazi-Duitsland | Neergeschoten                     | Zuidelijk van Friston        | 401 Squadron RCAF |
| 8 maart 1943      | Focke-Wulf Fw 190    | nazi-Duitsland | Neergeschoten                     | Isigny-sur-Mer               | 403 Squadron RCAF |
| 17 april 1943     | Focke-Wulf Fw 190    | nazi-Duitsland | Neergeschoten                     | Le Tréport                   | 403 Squadron RCAF |
| 13 mei 1943       | Messerschmitt Bf 109 | nazi-Duitsland | Beschadigd                        | Rouen                        | 403 Squadron RCAF |
| 14 mei 1943       | Focke-Wulf Fw 190    | nazi-Duitsland | Neergeschoten                     | Kortrijk - Oostende          | 403 Squadron RCAF |
| 15 juni 1943      | Focke-Wulf Fw 190    | nazi-Duitsland | Neergeschoten                     | Rouen                        | 403 Squadron RCAF |
| 1 juli 1943       | Messerschmitt Bf 109 | nazi-Duitsland | Neergeschoten                     | Noordoostelijk van Abbeville | 403 Squadron RCAF |
| 24 september 1943 | Focke-Wulf Fw 190    | nazi-Duitsland | Neergeschoten                     | Poix                         | 127 Wing RCAF     |